# 24のひとみ
『24のひとみ』（にじゅうしのひとみ／にじゅうよんのひとみ）は、倉島圭による日本のギャグ漫画。週刊少年チャンピオンで連載されていた。

## 概要
主人公である嘘つき美人女教師・ひとみ先生が嘘につぐ嘘で周囲の人々を混乱させ、被害者の人格や人間関係を崩壊させていく。タイトルが『二十四の瞳』の引用であることは明白だが、内容は全く関係ない。ドラマ版ではひとみ先生が24歳であると説明される。カオティックな背景やコマ割が特徴である。

## 登場人物

### 教師
ひとみ先生
主人公。石川先生の代理として2年5組にやってきた、美人だが嘘つきの女教師。嘘と悪口が大好きで何を考えているかよくわからないが、身持ちは堅い。親は服役中（嘘である可能性が高いが）。趣味は少年院で習った日曜大工（これも嘘である可能性がある）。何故か他人の家庭環境や経済状況や人生の諸問題を知り尽くしている（本人は盗聴と盗撮が趣味だと言っている）。
藤本先生
ひとみ先生の同僚の女教師。保健室の先生。眼鏡が似合う美人。ひとみ先生の嘘を暴こうとして返り討ちにされ、それ以来ひとみ先生のことが嫌い。そのために2年5組の生徒の診察を断っていた時期もあった。ドS。
大谷先生
2年3組担任の男性教師。目つきが｢エロい｣ということで、あらぬ誤解をしょっちゅう受けている（教頭先生によれば、以前にもそういう癖があったらしい）。
村田先生
ひとみ先生の同僚の男性教師。ひとみ先生に惚れている。勇気を出してひとみ先生に告白するも、危うくストーカーとして逮捕されそうになる。
教頭先生
ひとみ先生に滅茶苦茶な扱いを受けて苦渋する。
また、娘との折り合いも良くないところに、ひとみ先生が嘘をついたことで、娘との仲は険悪になった。
石川先生
ひとみ先生のクラスの前の担任。現在産休中。まだ作中にその姿を現したことはない。
校長先生
ひとみ先生に壷を売りつけられたり演説が長くて嫌われたりケンカのどさくさにぶん殴られかけたり、と存在感だけは発揮しているが、まだ作中にその姿を現したことはない。
ちなみに名前の元ネタは全てハロー!プロジェクトからとられている。

### 生徒
平野さん
成績優秀、品行方正な美少女。が、ひとみ先生の嘘により人間不信に陥り、終には自らも嘘つきとなる。ひとみ先生に説得され生徒会長候補を受け入れるが、ひとみ先生が届け出た候補は大森さんだった。
田部とおる
不登校生徒。小学生の頃、給食費を盗んだ疑いをかけられたのが原因で大人不信に。ひとみ先生の説得により登校するが、その日は創立記念日で休校だったことで更に大人不信に。須賀まゆみを大切に思っており、作中唯一の幸福キャラ。
前田さん
3組の女生徒。生活のためか、険悪な仲の姉への反発か水商売で働いていたことがある。ストレートな愛情表現に慣れていない。
吉田君
野球部、背番号1。放課後に平野さんのたて笛を吹いているという嘘をホームルームでひとみ先生に言いふらされるが、平野さんもそれが嘘であるという確信は持てないでいる。
奥野君
4組の男子生徒。ひとみ先生のことが好きで告白するが、嘘の連発で軽くあしらわれる。ひとみ先生を巡り村田先生と張り合っている。かなりのM。
須賀まゆみ
4組の女生徒。田部とおるの幼馴染み。ひとみ先生が嘘つきであることを教えられるが、その事をひとみ先生に確認するものの手玉に取られてしまい、嘘つきとは思っていない。ひとみ先生に言わせると「チョロイ」。
市川さん
3組の女生徒。ひとみ先生に嘘のつき方を教わりに来る。惚れっぽい性格のようだ。
小沢君
5組への転入生。ひとみ先生の嘘と同級生の忠告に翻弄され混乱する。前田さんを好きになるも結局市川さんと付合うことになるが…
大森さん
平野さん、渡辺さんの親友。しかし平野さんとは生徒会長候補選出に際して、渡辺さんとは放課後の補修に際して、友情にヒビが入っている。その原因はもちろんひとみ先生。
渡辺さん
大森さんの親友。テストの点数が悪く、ひとみ先生に直訴して補修を受けることになる。一定の効果があり本人は喜んでいるが、大森さん曰く「馬鹿過ぎる」。

### その他
キャッチセールスの女
その正体は前田さんの姉。道行く女性に声をかけ、巧みな話術で百円の化粧水を3万円で売りつけている。ひとみ先生と知り合い、カモにしようとするが腕前は遠く及ばず、逆に手玉に取られる。結果的に騙しのノウハウを吸収したお陰?で売り上げが2割伸びた。
まこと
ひとみ先生の大学生時代に家庭教師として担当していた生徒。日頃からナメた言動で親に対し嘘をつきまくっているが、ひとみ先生に格の違いを見せ付けられる。
イーさん
野良猫をいじめる小学生。飼い犬が車にはねられて死んだことがあり、心に傷を負っている。
タムリン
イーさんの友人。イーさんの犬が死んだことを知っている。本名は田村。
酒井さん
ひとみ先生とお見合いをした相手。外国で貿易の仕事をしている。中々関係が進展しない為一度母親にひとみ先生を会わせようとするが、結局嘘で滅茶苦茶にされてしまった。
高橋さん
教育実習生。ひとみ先生に教師としての神髄を見出し心酔している。まこととは同じ大学。
ゆき
虚言癖のある幼女。迷子として登場。母親が入院中で親戚の家で暮らしている。ひとみ先生との壮絶な嘘の応酬の末にひとときの喜びを見出す。
川合くんの母
いわゆるモンスターペアレントを体現化したような母親。息子思いではある。妖艶。

## テレビドラマ
2007年10月1日から2008年4月9日まで、TBS深夜に1分半劇場の第3弾としてTVドラマ版が放送された。全80話。
1話を90秒（オープニング、DVDのCMなどを含め約2分）。月、火、水の週3回、27時台に放映している他の番組の途中に放送。放送時間は定まってはおらず（故に新聞のテレビ欄には載らない）、金曜日に公式サイトにて翌週放送分の放送時間が発表された。

### キャスト
- ひとみ先生 - 秋山莉奈
- 村田先生 - 青柳塁斗
- 平野さん - 菅澤美月
- 須賀さん - 三浦萌
- 篠崎さん - 篠崎愛
- 矢部くん - 風間由次郎
- 奥田くん - 鈴木和也
- 高橋さん - 高橋真唯
- 児童劇団シリリン村（第15話）、泥棒（第43話）  - Perfume
- 教頭先生 - 酒井敏也

### DVD
DVDは全て本編20話とメイキング等の特典映像の構成。また、Vol.4のみ、初回購入特典として全4巻をまとめて収納できる豪華収納BOXと特製卒業ミニ写真集が付属されている。アミューズソフトエンタテインメントより発売。
- 『1分半劇場 24のひとみ』DVD Vol.1（第1-20話 2008年1月25日）
- 『1分半劇場 24のひとみ』DVD Vol.2（第21-40話 2008年2月22日）
- 『1分半劇場 24のひとみ』DVD Vol.3（第41-60話 2008年4月25日）
- 『1分半劇場 24のひとみ』DVD Vol.4（第61-80話 2008年6月27日）

## 単行本
- 少年チャンピオンコミックス（全6巻）

1. ISBN 978-4-253-21191-8 2006年8月発刊
2. ISBN 978-4-253-21192-5 2007年1月発刊
3. ISBN 978-4-253-21193-2 2007年6月発刊
4. ISBN 978-4-253-21194-9 2007年10月発刊
5. ISBN 978-4-253-21195-6 2008年2月発刊
6. ISBN 978-4-253-21196-3 2008年8月発刊

- 秋田トップコミックスWIDE（ペーパーバック）

中学教師編　ISBN 978-4-253-24297-4 2007年11月発刊